# Vuelo 231 de Aerosur
El 3 de febrero de 2003, el vuelo 231 de Aerosur, un vuelo regular de pasajeros operado por un Boeing 727-264, presenció un olor penetrante en la cabina de pasajeros en altitud crucero, la tripulación decidió retornar al Aeropuerto de Ezeiza, Argentina. El avión aterrizó de manera segura en el aeropuerto, los 58 ocupantes a bordo salieron ilesos.

## Aeronave

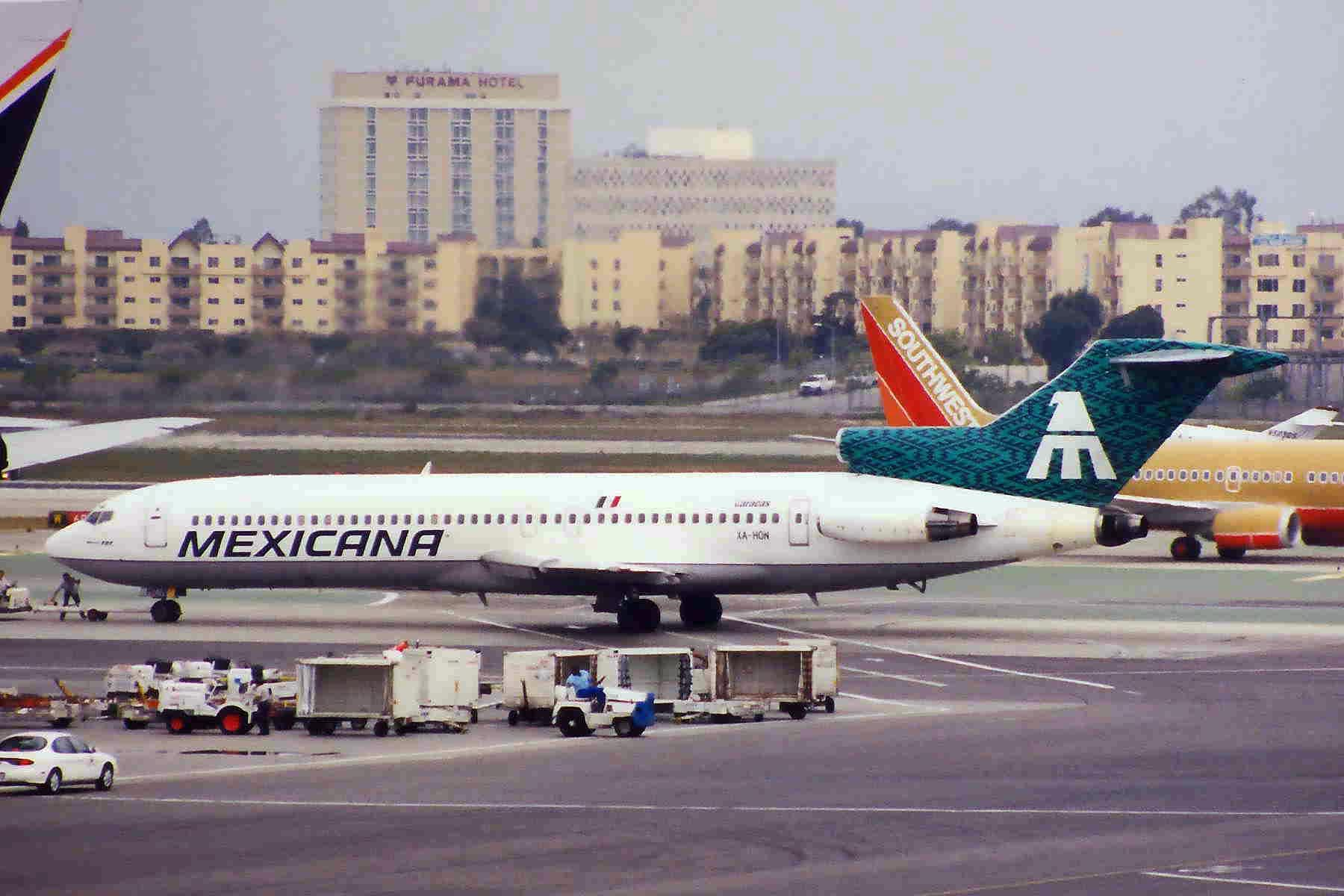
El avión involucrado, mientras estaba operando para Mexicana de Aviación, fotografiado el 18 de enero de 1999.

La aeronave era un Boeing 727-264 Advanced, equipada con tres motores Pratt & Whitney JT8D-17 R, con número serial 21617, y operada por la entonces aerolínea de bandera boliviana Aerosur, con la matrícula CP-2422. Fue construida el 16 de noviembre de 1978 y entregada a Mexicana de Aviación el 29 de noviembre de ese mismo año, matriculada como XA-HON. Tras ser entregada a Aeroperú en mayo de 1993, fue devuelta a Mexicana de Aviación en noviembre de 1994, hasta ser adquirida por Aerosur el 28 de octubre de 2001 y registrada con la matrícula CP-2422.

## Incidente
El vuelo despegó a las 05:15 (hora local) desde el Aeropuerto Internacional de Ezeiza, en la provincia de Buenos Aires para realizar un vuelo especial, con destino al Aeropuerto Internacional Viru Viru en Santa Cruz de la Sierra, Bolivia, llevando a bordo 9 tripulantes y 49 pasajeros. Durante el ascenso, la tripulación percibió un olor penetrante que desapareció al cortar la ventilación individual adicional para cada pasajero o tripulante (ventilador gasper). Luego de unos 15 minutos de vuelo, se repitió la presencia del fuerte olor y también una especie de neblina en la cabina, por lo que se consultó a los tripulantes de la cabina de vuelo y confirmaron que se presentaba la misma situación. Se realizaron verificaciones para tratar de establecer el origen del olor, mientras se iniciaba el descenso para regresar al Aeropuerto de Ezeiza. Luego de consumir combustible, para alcanzar el peso máximo permitido para el aterrizaje, aterrizaron sin problemas. El incidente ocurrió durante el crepúsculo y antes de la salida del sol. 

## Causa
Se sobrellenaron los depósitos de los sistemas hidráulicos "A", "B" y "Stand By" debido a una indicación errónea del instrumento de carga. Esto provocó que el tanque del sistema "A" rebalsara, filtrando líquido hidráulico al sistema de presurización por la rotura de una válvula de control.
El sistema hidráulico "A" opera a 3.000 psi y alimenta dos bombas accionadas por los motores Nº 1 y Nº 2.
El sistema neumático toma aire de los motores Nº 1 y Nº 3 para alimentar el aire acondicionado y la presurización. El aire caliente proveniente del motor Nº 1 vaporizó el líquido hidráulico filtrado, llevándolo al sistema de aire acondicionado y finalmente a la cabina. 